# 巴啦啦小魔仙大電影
《巴啦啦小魔仙大电影》（英語：Balala the Fairies；别名《巴啦啦小魔仙之星之钥匙》、《巴啦啦小魔仙之追寻星之钥匙》），是中国大陆魔法少女特摄剧《巴啦啦小魔仙》的第一部电影版，2013年1月31日上映。此次大电影延续了电视版轻松幽默的风格，片中主要角色也由原班人马担当。

## 剧情简介
故事发生在美丽奇幻的巴啦啦魔仙世界。
关系着魔仙命运的“星之钥匙”神秘陨落，迷失在人类地球。
致使传说中的魔仙堡陷入毁灭性的星球撞击危机，就连法力无边的魔仙女王也身处险境……谁是制造危机的幕后黑手？
绚丽变身的小蓝姐姐，凭藉全新升级的“魔仙棒”，重回人类世界。
联手小姐妹美琪、美雪，共同守护正能量，揭穿大阴谋，保卫魔仙堡！

## 演員列表

### 魔仙堡角色
| 演員     | 角色     | 暱稱／關係／職業           | 中國大陆配音 | 台灣配音 |
| 廖景萱   | 魔仙小藍 | 魔仙堡的守護魔仙           |              | 詹雅菁   |
| 周利書   | 凌美琪   | 人間小魔仙，美雪的姐姐     |              | 傅其慧   |
| 易蜜兒   | 凌美雪   | 人間小魔仙，美琪的妹妹     |              | 吳貴竹   |
| 袁奇峰   | 遊樂王子 | 魔仙堡的王子，魔仙女王之子 | 翟巍         | 李世揚   |
| 王慧     | 魔仙女王 | 魔仙堡的女王，遊樂的母親   |              | 石采薇   |
| 黃鸝     | 春風     | 魔仙女王的近身侍衛         |              | 林沛笭   |
| 周雨彤   | 秋雨     | 魔仙女王的近身侍衛         |              |          |
| 张庄宜   | 綠魔仙   | 幫小藍治傷的魔仙医生       |              |          |
| 電腦特效 | 彩虹鳥   | 魔仙堡的鳥精靈             |              |          |
| 電腦特效 | 老树爷爷 | 魔仙堡精灵花园的老树       |              |          |
| 電腦特效 | 石龟爷爷 | 魔仙堡精灵花园的石龟       |              |          |

### 哈萊星角色
| 演員   | 角色     | 暱稱／關係／職業                     | 中國大陆配音 | 台灣配音 |
| 唐夢婭 | 魔仙艾莎 | 原哈莱王后的近身侍卫，星之钥匙守护者 |              |          |
| 白茹   | 哈萊王后 | 哈萊星的王后，幕後主使，野心家       |              | 傅其慧   |
| 溫世韡 | 天機狼   | 哈萊王后的手下                       |              | 梁興昌   |
| 強宇   | 天機蛇   | 哈萊王后的手下                       |              | 李世揚   |

### 凌家
| 演員 | 角色 | 暱稱／關係／職業 | 中國大陆配音 | 台灣配音 |
| 蔡刚 | 凌爸 | 美琪、美雪的爸爸 |              |          |
| 孙清 | 凌媽 | 美琪、美雪的媽媽 |              |          |

### 其他角色
| 演員   | 角色     | 暱稱／關係／職業               | 中國大陆配音 | 台灣配音 |
| 沈策   | 石小龍   | 美琪、美雪的同學，美琪的小冤家 |              |          |
| 张译文 | 潘小圆   | 美琪、美雪的同學兼班长         |              |          |
| 陆欣童 | 郭茵茵   | 美琪、美雪的同學               |              |          |
| 朱敏   | 陳經理   | 凌爸公司的領導                 |              |          |
| 顧曉東 | 黃經理   | 凌爸公司的領導                 |              |          |
| 馬忠業 | 環衛工人 |                                |              |          |
| 张婵   | 庄老师   | 美琪、美雪的班主任             |              |          |
| 唐豆   | 同學甲   |                                |              |          |

## 电影歌曲
| 曲別         | 歌曲名称     | 作词   | 作曲   | 演唱者 | 备注                 |
| 主题曲       | 巴啦啦小魔仙 | 许少荣 | 黎允文 | A2A    | 又名：从前有个魔仙堡 |
| 插曲、片尾曲 | 星座之歌     | 许少荣 | 黎允文 | A2A    | 又名：星座密码       |

## 电影场景
- 精灵花园
- 观星的地方
- 哈莱星
- 凌家
- 魔仙堡
- 户外
- 公司
- 第三实验小学
- 操场
- 河边
- 学校附近
- 凌家附近

## 製作團隊

### 片頭
- 出品人：蔡東青[14]、曾國歡、王磊、卜宇、王曉東、王同元、楊文艷、雷瑛、覃信剛、劉興、顧亦兵
- 總監製：蔡曉東、陳英傑、王澎、景志剛
- 總策劃：李凱、王彥兵、張帆、魚潔
- 總製片人：謝坤澤、陳英傑、孫巍
- 執行製片人：顧曉東
- 監製：曹永強、陳淑玲、肖兵、左順榮、陸毅華、孔琦、彭愛群
- 製片人：張麗仙、蔡德雄、黃燁敏
- 策劃：楊曉軒、劉東霞、袁瑩瑩、顧培欣
- 統籌：李潤雲、彭雪、矯立超、何明遠、宋秋嫻、謝昭瑾、賴曉麗、羅磊、薛晏、殷學德、李聰、張燕麗、蘇廣紹、宋麗娟、蔡楠、陳鈺琳
- 編劇：齊圓
- 導演：李欣

### 片尾
- 執行導演：葉凱
- 副導演：李飛、朱敏
- 統籌：馬忠業
- 場記　趙國卿
- 導演助理：胡佳麗
- 製片主任：吳永林
- 助理製片：張佳楠、沈珏
- 外聯製片：白聲強
- 現場製片：趙得軍
- 生活製片：鬱建忠
- 攝影指導：孟曉清
- 攝影：周建強
- 攝影助理：許鵬、黃瑋倫、顧文帥
- 跟機員：沈文松、張敏潔
- 燈光指導：楊斌
- 燈光助理：張少偉、彭士傑、曹明舉、張軍偉、韓紅杰、張小卡
- 錄音指導：葛偉家
- 錄音助理：朱曉冬、吳本春
- 美術：楊卉
- 副美術：張嬋
- 服裝道具設計：李信業、陳念喆
- 服裝：張敏
- 服裝助理：潘建玲、王穎、曹春燕、張真真
- 化妝造型：殷麗華
- 化妝助理：張國祥、方穎、羅會意、陳音潔、張翼
- 道具：何旭峰
- 道具助理：段百川、段濤川、黃裕年、段浪川
- 剪輯：姚嘉敏、彭小偉
- 剪輯助理：熊映雪、翦勇、陸文彪
- 動作指導：李國民
- 花絮拍攝：石頭
- 劇照：李國全
- 財務：陳祖婕
- 場務：段樹青、張愛強、段保川、李慶杰
- 司機：王志誠、何心宇、聶先德、武浩浩、趙書洋、崔峰、張新珠、仝傳德、陳洪聯
- 電腦特效：上海開聖影視文化傳媒有限公司
- 視覺總監：鄭文政
- 特效指導：王獻良
- 特效設計：章金城
- 後期製片：孔祥傑、劉曉林
- 合成師：劉一軒、陳賢鵬、陸雲鵬、劉曉林、李東、包明月、唐道平、胡雅維、舒偉、彭小平、顧智鏡
- 特效師　陳賢鵬、劉一軒、馬丹蓉
- 動畫師：高文娟、龔智琛、邊笑、張添吉
- 燈光渲染：阮大鵬、韓啟龍、丁亞龍
- 模型師：朱萌、岳胤、谷桐
- 合成助理：孫鴻浩
- 片頭插畫：薛一丹
- DI調色師：王獻良
- 調色助理：毛斯其、於海婷、郭香
- 字幕：應麗
- 混音：程小龍、魏杰、仔仔、李科
- 音響編輯：仔仔、李科
- 大效果：仔仔、李科
- 大效果收音：石要請、曾安志浩、韋浩開
- 小效果：付斌、喬盛彬
- 小效果收音：胡俊傑、楊洪強、朱啟明、崔東波、劉斌
- 環境：王明、馬書清、趙迎華
- 作曲：蘇雋傑
- 製作單位：上海藝言堂影視文化傳播有限公司
- 聯合發行：卡通先生（天津）影業有限公司
- 宣傳發行總監：陳英傑
- 宣傳監督：王彥兵、黃燁敏、張麗仙
- 發行監督：陸毅華、袁瑩瑩、張麗仙、矯立超、何明遠
- 營銷監督：蔣聞傑、薛晏、蘇廣紹、羅曉星、李桂芝
- 發行調度：殷學德、蔡楠、林俊、葉佩珊、黃少珍、梁海明、譚婧雅、劉依伶
- 宣傳片監製：顧培欣、沈建中、李信業
- 視覺統籌：李聰、何明遠
- 平面設計：張燕麗、宋秋嫻、梁榮昌、陳念喆、鄭遠梁
- 媒體統籌：宋麗娟、陳鈺琳

## 轶事
- 本片是演员廖景萱最后一次在《巴啦啦小魔仙》系列中饰演“魔仙小蓝”。2020年，廖景萱推出由自己编剧、导演、主演、监制，并担任制片人的同类型剧集《奇幻仙踪之魔仙归来》（又名：奇幻仙踪），邀请“游乐王子”袁奇峰、“哈莱王后”白茹加盟，而她自己的角色名依然是“小蓝”。[15][16]
- 演员周雨彤曾在2021年电视剧《我在他乡挺好的》中，重新穿起黄裙子，打扮成魔仙堡侍卫的模样，并笑谈大学时去演了一个大电影的小角色。[17][18]

## 作品的變遷
| 廣州奧飛文化傳播有限公司     | 廣州奧飛文化傳播有限公司                 | 廣州奧飛文化傳播有限公司 |
| ---------------------------- | ---------------------------------------- | ------------------------ |
|                              | 巴啦啦小魔仙大電影 (2013年1月31日)       |                          |
| 巴啦啦小魔仙 (2008年4月12日) | 巴啦啦小魔仙之魔法的考驗 (2014年1月23日) |                          |